# 清水灣第一灣

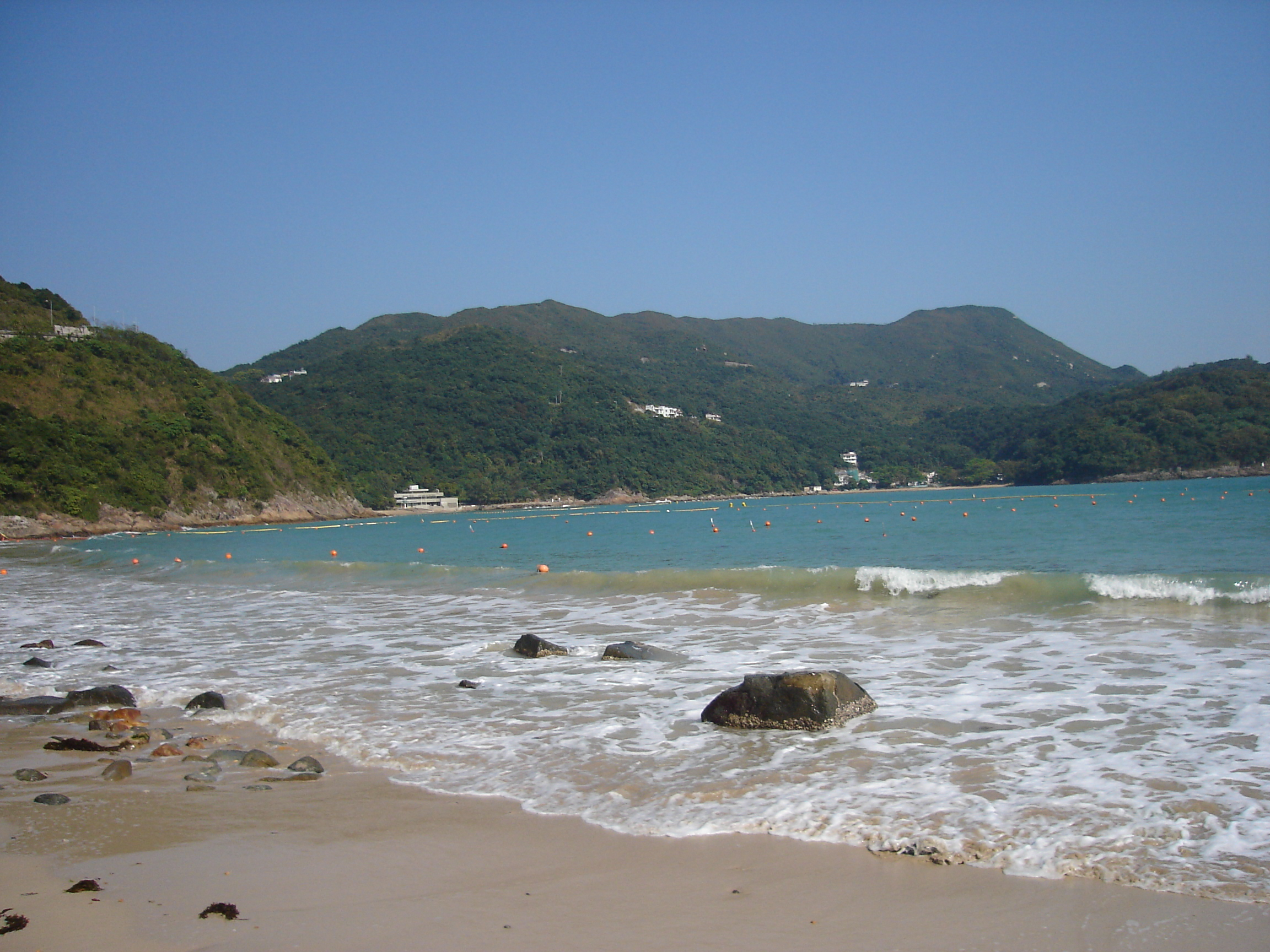
從清水灣第二灣望向第一灣

清水灣第一灣是香港一個海灘，位於新界西貢區清水灣半島清水灣北部，南面是清水灣第二灣。海灘現時由康樂及文化事務署管理，官方稱之為清水灣第一灣泳灘。另外，此灘一般的通用名稱包括清水灣一灘、第一灘和細清水等。清水灣第一灣泳灘近20年的水質趨勢為良好至一般之間。

## 歷史
清水灣第一灣曾經發生鯊魚襲擊致死事件。1995年6月13日清晨7時半左右，49歲婦人王桂容在離岸15米、水深僅1.3米的淺水區域游泳時，忽然舉手呼叫救命，救生員使用救生艇前往救援，但把她救起時，發現她的左前臂及整隻左腳遭到噬斷，她被送往醫院前已傷重死亡，她的死因判定是因為鯊魚攻擊造成。香港從1991年起發生多宗鯊魚襲擊事件，之後在其中8個泳灘試驗安裝防鯊網，但清水灣一灘當時不在試驗名單上，所以仍未加裝防鯊網，而香港在1995年5月及6月便有3人被鯊魚咬死，這次鯊魚襲擊事故促使港府加快在泳灘安裝防鯊網。

## 設施
清水灣第一灣泳灘的設施包括停車位、小食亭、燒烤場地、更衣室、淋浴設備、洗手間及浮台。